# Diaethria gueneei
Diaethria gueneei är en fjärilsart som beskrevs av Johannes Karl Max Röber 1915. Diaethria gueneei ingår i släktet Diaethria och familjen praktfjärilar. Inga underarter finns listade i Catalogue of Life.